# Jean d'Ormesson

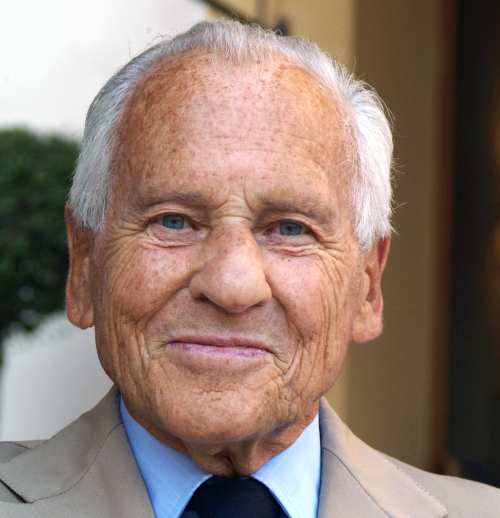
Jean d'Ormesson (2007)

Jean Bruno Wladimir François-de-Paule Lefèvre d'Ormesson (Parijs, 16 juni 1925 – Neuilly-sur-Seine, 5 december 2017), ook Jean d'O genoemd, was een Frans schrijver, filosoof, publiek figuur en lid van de Académie française (vanaf 1973). In Frankrijk was hij bekend voor zijn art de la conversation (gesprekskunst). Hij was  directeur-generaal van het dagblad Le Figaro van 1974 tot 1977 en later voorzitter van de Internationale Raad voor Filosofie en Humanistiek (ICPHS) binnen de UNESCO van 1992 tot 1997.

## Familie
De familie Lefèvre d'Ormesson behoorde onder het ancien régime tot de ambtsadel en de meeste leden droegen meestal de naam van graaf d'Ormesson.
Jean was de zoon van ambassadeur André d'Ormesson en de jongere broer van Henry d'Ormesson. Hij was een neef van ambassadeur Wladimir d'Ormesson en van het parlementslid Olivier d'Ormesson.
Zijn moeder, Henriette Isabelle Anisson du Perron, behoorde tot een monarchistische en strijdend katholieke familie. Zij stamde uit de adellijke families de Boisgelin en Le Peletier, met onder meer het lid van de Nationale Conventie Louis-Michel Lepeletier de Saint-Fargeau en diens dochter Suzanne.

## Jeugd
Hij bracht zijn jeugd door in het kasteel van Saint-Fargeau, eigendom van zijn moeder, zoals hij het beschreven heeft in Au plaisir de Dieu. In zijn jeugd volgde het gezin de carrière van de vader: in Beieren (1925-1933), in Roemenië en in Rio de Janeiro.
Hij werd opgevoed door zijn moeder en helpsters tot aan zijn veertien jaar, met cursussen van de Cours Hattemer, die hij per correspondentie volgde. In 1941-1942 ging het gezin aan de Azuurkust wonen en liep hij school in het Lyceum Massena, waar hij in 1943 het baccalaureaat behaalde. Hij trok vervolgens naar het Collège Henri IV in in Parijs en was negentien toen hij de studies begon in de École normale supérieure. Licentiaat in de letteren en de geschiedenis, werd hij in 1949 ook nog geaggregeerde in de wijsbegeerte.

## Beroep en gezin
Na zijn legerdienst te hebben volbracht, werd hij leraar Grieks en wijsbegeerte in het Collège-lycée Jacques-Decour en werd vervolgens journalist bij Paris Match en bij enkele dagbladen, zoals Ouest-France, Nice-Matin en Le Progrès de Lyon. Hij woonde verder in Parijs en hij was zevenendertig toen hij op 2 april 1962 trouwde met de Zwitserse Françoise Béghin (°1938), jongste dochter van de persmagnaat Ferdinand Béghin, bestuurder bij Le Figaro en afgevaardigd bestuurder van de suikerraffinaderijen Beghin-Say.
Hun dochter Héloïse, geboren in 1962, werd uitgever. Uit een eerste huwelijk met Manuel Carvassonne, had ze een dochter, Marie-Sarah.

## Literaire, politieke en journalistieke activiteiten
In 1950 werd hij, door bemiddeling van Jacques Rueff, voorzitter van de pas gestichte UNESCO, secretaris-generaal van deze niet-gouvernementele organisatie. In 1992 werd hij voorzitter.
In 1956 publiceerde hij zijn eerste roman, L'amour est un plaisir, waarvan slechts 2.000 exemplaren werden verkocht, tot ontgoocheling van zijn uitgever Julliard, die in hem een mannelijke Françoise Sagan zag. Het succes kwam pas in 1971 toen zijn roman La Gloire de l'Empire op 100.000 exemplaren werd verkocht. Hij was actief bij het tijdschrift Diogène, voor humane en sociale wetenschappen, als adjunct-hoofdredacteur (1952-1971) en als hoofdredacteur (1971-1974). Hij maakte deel uit van het kabinet van Maurice Herzog als minister van Jeugd en Sport.
In 1974 werd hij directeur van Le Figaro. Iedere week verscheen een artikel van hem in het literair supplement op zondag van de krant, waarvan Louis Pauwels hoofdredacteur was. In 1975 werd Robert Hersant eigenaar en begon zich te moeien met de inhoud van de krant. D'Ormesson nam ontslag in 1977. Hij bleef nog tot in 1983 regelmatig publiceren in Le Figaro Magazine. 
In 1994 was hij de laatste die met François Mitterrand ontbeet op het Elysée, een uur voor de overdracht van de macht aan Jacques Chirac. In 2012 steunde hij Nicolas Sarkozy voor de presidentsverkiezingen. In 2017 steunde hij Emmanuel Macron.
In 2013 vertelde hij over de kanker die hem had getroffen. Na acht maanden hospitalisatie, leek hij de ziekte te hebben overwonnen en hernam hij zijn activiteiten.
In 2015 besliste Gallimard het oeuvre van Jean d'Ormesson te publiceren in de Bibliothèque de la Pleiade.
Jean d'Ormesson overleed in de nacht van 4 op 5 december 2017 aan een hartstilstand en werd 92.

## Académie française
In 1973 werd Jean d'Ormesson verkozen tot lid van de Académie française, als opvolger van Jules Romains.
In 1980 was hij de grote pleitbezorger van het opnemen van Marguerite Yourcenar in de Académie, en toen hij er in geslaagd was, was hij het die de receptietoespraak hield.
Hij sprak ook de onthaaltoespraak uit voor Michel Mohrt in 1981 en voor Simone Veil in 2006.
Hij was de deken van de Académie sinds 2009.
Jean d'Ormesson beschouwde zich als politiek rechts, aanhanger van de Gaulle, maar meer Europeaan en met een aantal linkse ideeën.

## Publicaties
- L'amour est un plaisir, Parijs, Julliard, 1956.
- Du côté de chez Jean, Parijs, Gallimard, 1959
- Au revoir et merci, Parijs, Gallimard, 1966.
- Les Illusions de la mer, Parijs, Livre de Poche, 1968.
- La Gloire de l'Empire, Parijs, Gallimard, 1971, Grand prix du roman de l'Académie française.
- Au plaisir de Dieu, Parijs, Gallimard, 1974.
- Le Vagabond qui passe sous une ombrelle trouée, Parijs, Gallimard, 1978.
- Dieu, sa vie, son œuvre, Parijs, Gallimard, 1981.
- Mon dernier rêve sera pour vous, Parijs, Jean-Claude Lattès, 1982.
- Jean qui grogne et Jean qui rit, Parijs, Jean-Claude Lattès, 1984.
- Le Vent du soir, Parijs, Jean-Claude Lattès, 1985.
- Tous les hommes en sont fous, Parijs, Jean-Claude Lartrès, 1986.
- Le Bonheur à San Miniato, Parijs, Le Succès du Livre, 1987.
- Chateaubriand, Album de la Pléiade, Parijs, Gallumard, 1988.
- Garçon de quoi écrire, Parijs, Gallimard, 1989
- Histoire du Juif errant, Parijs, Gallimard, 1990.
- Tant que vous penserez à moi, Parijs, Grasset, 1992.
- La fureur de lire la presse, Fédération Nationale de la presse française, 1992.
- La Douane de mer, Parijs, Flammarion, 1994.
- Presque rien sur presque tou, Parijs, Gallimard, 1995.
- Casimir mène la grande vie, Parijs, Gallimard, 1997.
- Une autre histoire de la littérature française, Ed. Nil, Tome I, 1997 - Tome II, 1998.
- Le Rapport Gabriel, Parijs, Galliùmard, 1999.
- Voyez comme on danse, Parijs, Robert Laffont, 2001.
- C'était bien, Parijs, Gallimard, 2003.
- Et toi mon cœur pourquoi bats-tu, Parijs, Robert Laffont, 2003.
- Une fête en larmes, Parijs, Robert Laffont, 2005.
- La Création du monde, Parijs, Robert Laffont, 2006.
- La vie ne suffit pas, Œuvres choisies, Parijs, Robert Laffont, 2007.
- Odeur du temps, Parijs, Héloïse d'Ormesson, 2007.
- Qu'ai-je donc fait, Parijs, Robert Laffont, 2008.
- L'Enfant qui attendait un train, Parijs, Héloïse d'Ormesson, 2009.
- Saveur du temps, Parijs, Héloïse d'Ormesson, 2009
- C'est une chose étrange à la fin que le monde,  Parijs, Robert Laffont, 2010.
- La Conversation, Parijs, Héloïse d'Ormesson, 2011
- C'est l'amour que nous aimons, Parijs, Robert Laffont, 2012.
- Un jour je m'en irai sans en avoir tout dit, Parijs, Robert Laffont, 2013.
- Comme un chant d'espérance, 2014.
- Dieu, les affaires et nous, chronique d'un demi-siècle, 2015.
- Je dirai malgré tout que cette vie fut belle, Parijs, Gallimard, 2016.
- Guide des égarés, Parijs, Gallimard, 2016.
- Et Moi, Je Vis Toujours, Parijs, Gallimard, 2018.

## Filmografie
D'Ormesson trad op in een paar films:
- Éloge de l'amour van Jean-Luc Godard, 2001.
- Les Saveurs du palais van Christian Vincent. Hierin speelde hij de rol van François Mitterrand.